# 글래스고 스마일

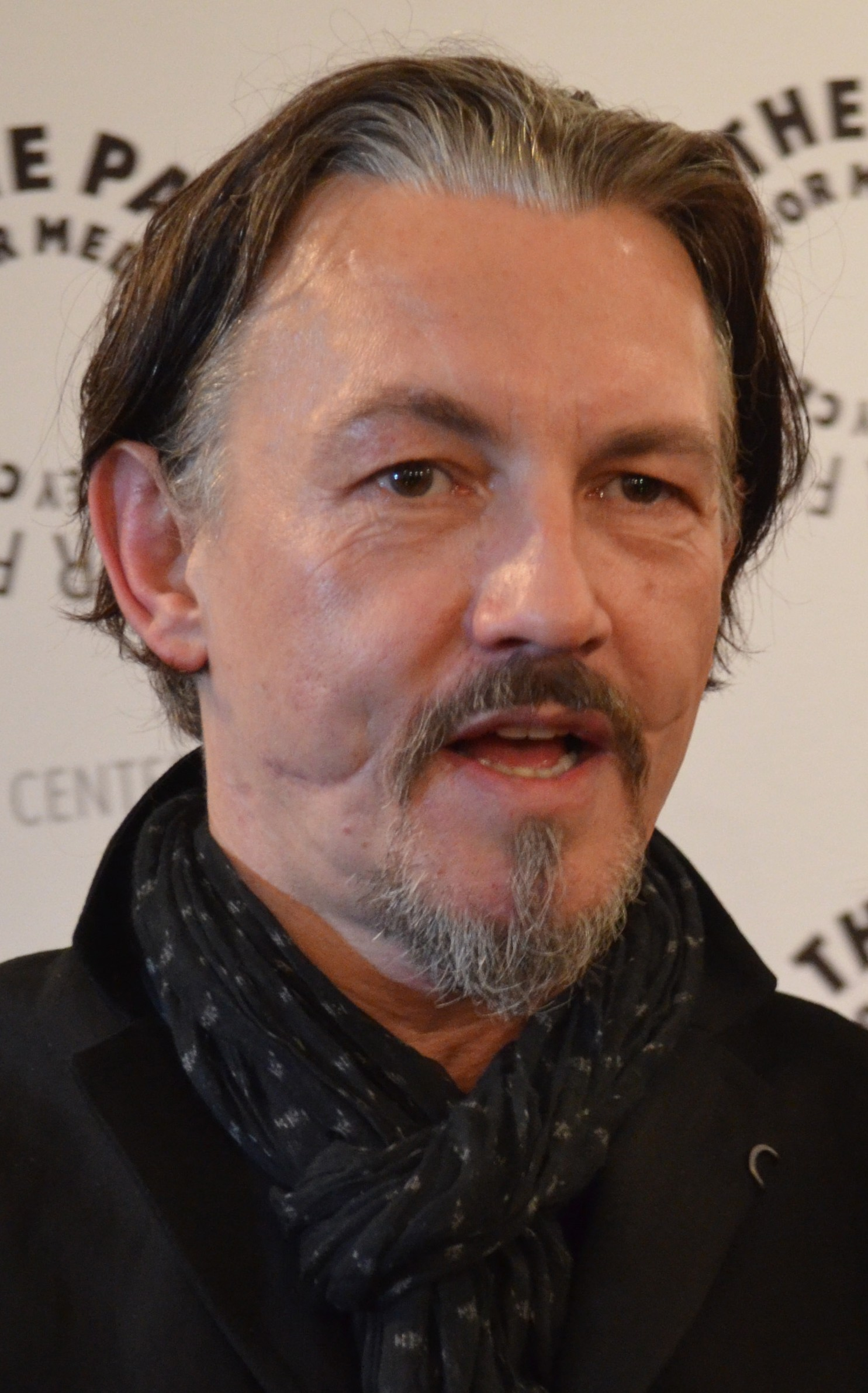

글래스고 스마일(Glasgow Smile)은 날카로운 물건 따위(이를테면 유틸리티 나이프, 깨진 유리 조각 등)로 생긴 입에서 귀까지 찢어진 상처를 의미한다. 그 상처가 웃는 표정과 흡사하기 때문에 글래스고 스마일이라는 이름이 붙었다.
글래스고 스마일은 지역에 따라 여러 이름으로 불렸다. 스코틀랜드의 글래스고 지방에서는 글래스고 스마일, 영국의 첼시 지방에서는 첼시 스마일이라고 불렸다. 이외에도 글래스고 그린(Glasgow Grin),마리엘 그린(Mariel Grin),사이멘 그린(Simen Grin) 등 다양한 이름으로 불리었다.

## 같이 보기
- 블랙 달리아
- 빨간 마스크
- 조커 (배트맨)